# Ampithoe ramondi
Ampithoe ramondi är en kräftdjursart som beskrevs av Jean Victor Audouin 1828. Ampithoe ramondi ingår i släktet Ampithoe och familjen Ampithoidae. Inga underarter finns listade i Catalogue of Life.